# Koh-i-Baba

Koh-i-Baba, Kuh-i-Baba ou montes Baba são a extensão ocidental da cordilheira Indocuche, e a origem dos três principais sistemas hidrícos do Afeganistão: o rio Cabul, o rio Helmand-Arghandab, e o rio Hari. É coroado pelo pico Foladi (Shah Fuladi) que alcança os 4951 m de altitude, a  sul de Bamiã.
Esta zona é onde habita o povo Hazara, um dos mais remotos e abandonados do Afeganistão, com um alto índice de analfabetismo. A maior parte da população depende da agricultura como fonte de rendimento, sendo a batata o cultivo principal.

## Literatura
- Peter Lumsden, Countries and Tribes Bordering on the Koh-i-Baba Range, Proceedings of the Royal Geographical Society and Monthly Record of Geography (1885).
Este artigo incorpora texto  (em inglês) da Encyclopædia Britannica (11.ª edição), publicação em domínio público.